# 格罗滕迪克拓扑
范畴论中，格罗滕迪克拓扑是范畴C上的一种结构，它使C中对象的表现如拓扑空间的开集一样。范畴连同格罗滕迪克拓扑的选择，统称为景（site）。
格罗滕迪克拓扑将开覆盖的概念公理化。利用格罗滕迪克拓扑提供的覆盖，就可定义范畴上的层及其上同调。亚历山大·格罗滕迪克首先运用代数几何与代数数论定义了概形的平展上同调，此后被用来定义其他上同调论，如ℓ进上同调、平坦拓扑、晶体上同调等。格罗滕迪克拓扑最常用于定义上同调论，但也有其他应用，如约翰·泰特的刚性解析几何等。
有一种自然的方法将景与普通拓扑空间相联系，格罗滕迪克的理论被松散地视为经典拓扑学的推广。在贫点集假设（即索伯度）下，这是完全正确的：可从关联的景恢复出一个索伯空间。然而，不可分拓扑空间等简单例子表明，并非所有拓扑空间都能用格罗滕迪克拓扑表达。相反，有些格罗滕迪克拓扑并非来自拓扑空间。
“格罗滕迪克拓扑”一词的含义已经变化了。Artin (1962)中，这指的是现在所谓格罗滕迪克前拓扑（pretopology），有学者仍在使用这个定义。Giraud (1964)改用筛，弃用覆盖，这大多不会引起太大的差别，因为每个格罗滕迪克前拓扑都唯一确定了的格罗滕迪克拓扑，不过，不同的前拓扑可以给出相同的拓扑。

## 概览
安德烈·韦伊提出了著名的Weil猜想，认为带整数系数方程的某些性质应被理解为其定义的代数簇的几何性质。他的猜想假设，代数簇应有上同调理论——所谓“韦伊上同调”，可提供关于其定义的方程的数论信息。而用现有工具没能构造出来这样的上同调。
20世纪60年代初，亚历山大·格罗滕迪克将平展映射引入了代数几何，是解析几何中局部解析同构的代数类似物，接着用平展覆盖定义了拓扑空间基本群的代数类似物。不久，让-皮埃尔·塞尔注意到平展覆盖的某些性质模仿了开浸入的性质，于是有可能得到模仿上同调函子{\displaystyle H^{1}}的构造。格罗滕迪克认为，顺着这个想法可以定义一个上同调理论，他怀疑就是韦伊上同调。这需要把通常用的开覆盖换成使用平展覆盖的拓扑概念。格罗滕迪克还想到了该怎样抽象地表述覆盖，这就是格罗滕迪克拓扑的由来。

## 定义

### 动机
层的经典定义始于拓扑空间X。层将信息关联到X的开集，这种信息可以抽象地表为：令{\displaystyle O(X)}为范畴，其对象是X的开子集U，其态射是X的开集U、V的包含映射{\displaystyle V\rightarrow U}。我们按概形的语境，将这样的映射称作开浸入（open immersion）。那么，X上的预层是{\displaystyle O(X)}到集合范畴的反变函子，层就是满足胶合公理（此处包括分离公理）的预层。胶合公理用逐点覆盖表示，即当且仅当{\displaystyle \bigcup _{i}U_{i}=U}时，称{\displaystyle \{U_{i}\}}覆盖U。这样，{\displaystyle U_{i}}是X的开子集。格罗滕迪克拓扑用开子集的整个族图替换了每个{\displaystyle U_{i}}，在这个例子中{\displaystyle U_{i}}被换成了所有开浸入{\displaystyle V_{ij}\to U_{i}}的族。这样的集合叫做“筛”（sieve）。逐点覆盖则被换成覆盖族（covering family），在上例中，所有{\displaystyle \{V_{ij}\to U_{i}\}_{j}}的集合就是U的一个覆盖族。筛与覆盖族可以公理化，公理化后就可以替换成描述空间X其他性质的其他概念。

### 筛
格罗滕迪克拓扑将U的开子集（在包含下稳定）这一概念发展为筛（sieve）。若c是C中任意给定对象，则其上的筛是函子{\displaystyle {\rm {Hom}}(-,\ c)}（应用于c的米田嵌入）的子函子。在{\displaystyle O(X)}的情形下，开集U上的筛S选择了U的开子集集合，其在包含下是稳定的。更确切地说，对U的任意开子集V，{\displaystyle S(V)}都是{\displaystyle {\rm {Hom}}(V,\ U)}的子集，只有一个元素，即开浸入{\displaystyle V\to U}。当且仅当{\displaystyle S(V)}非空，V才可能被S“选择”。若W是V的子集，则有态射{\displaystyle S(V)\to S(W)}，是由包含{\displaystyle W\to V}组合而来。若{\displaystyle S(V)}非空，{\displaystyle S(W)}也非空。
若S是X上的筛，{\displaystyle f:\ Y\to X}是态射，则与f的左复合给出了Y上的筛，称作S沿f的拉回，记作{\displaystyle f^{^{\ast }}S}，定义为纤维积{\displaystyle S\times _{{\rm {Hom}}(-,\ X)}{\rm {Hom}}(-,\ Y)}及其在{\displaystyle {\rm {Hom}}(-,\ Y)}中的自然嵌入。更具体地说，对C的每个对象Z，{\displaystyle f^{^{\ast }}S(Z)=\{g:\ Z\to Y|fg\in S(Z)\},\ f^{^{\ast }}S}通过成为{\displaystyle {\rm {Hom}}(-,\ Y)}的子函子，继承了对态射的作用。在经典的例子中，U的子集集合{\displaystyle \{V_{i}\}}沿包含{\displaystyle W\to U}的拉回是集合{\displaystyle \{V_{i}\cap W\}}。

### 格罗滕迪克拓扑
范畴C上的格罗滕迪克拓扑J是C的每个对象c上的筛，记作{\displaystyle J(c)}，称作c的覆盖筛。这种选择将受制于一些公理（下详）。继续前面的例子，当且仅当{\displaystyle S(V)}非空的所有开集V之交等于U，换句话说当且仅当S为我们提供了经典意义上覆盖U的开集集合时，{\displaystyle O(X)}中开集U上的筛S是覆盖筛。

#### 公理
我们对格罗滕迪克拓扑施加的条件是
- (T 1)（基变换）：若S是X上的覆盖筛，{\displaystyle f:\ Y\to X}是态射，则拉回{\displaystyle f^{^{\ast }}S}是Y上的覆盖筛；
- (T 2)（局部特征）：令S为X上的覆盖筛，令T为X上的筛。假设对C中对象Y、{\displaystyle S(Y)}中箭头{\displaystyle f:\ Y\to X}，拉回筛{\displaystyle f^{^{\ast }}T}是Y上的覆盖筛，则T是X上的覆盖筛。
- (T 3)（同一性）：对C中对象X，{\displaystyle {\rm {Hom}}(-,\ X)}是X上的覆盖筛。

基变换公理对应的思想是，若{\displaystyle \{U_{i}\}}覆盖了U，则{\displaystyle \{U_{i}\cap V\}}应覆盖了{\displaystyle U\cap V}。局部特征公理对应的思想是，若{\displaystyle \{U_{i}\}}覆盖了U，{\displaystyle \{V_{ij}\}_{}j\in J_{i}}覆盖了{\displaystyle U_{i}}（对所有i），则对所有i、j，集合{\displaystyle \{V_{ij}\}}应覆盖了U。最后，同一性公理与任一集合通过恒等映射被自身覆盖的思想相近。

#### 格罗滕迪克前拓扑
事实上，可以将这些公理换成另一种形式，假定底范畴C包含某些纤维积，它们的几何性质将更明显。这就可以选择一些值域相同的映射集，覆盖它们的值域，而不是选择筛。这样的集合叫做覆盖族。若所有覆盖族的集合都满足以下公理，就称它们构成了格罗滕迪克前拓扑：
- (PT 0)（纤维积存在）：对C中所有对象X、所有见于X覆盖族的态射{\displaystyle X_{0}\to X}、所有态射{\displaystyle Y\to X}，纤维积{\displaystyle X_{0}\times _{X}Y}都存在。
- (PT 1)（基变换下的稳定性）：对C中所有对象X、所有态射{\displaystyle Y\to X}、所有覆盖族{\displaystyle \{X_{\alpha }\to X\}}，族{\displaystyle \{X_{\alpha }\times _{X}Y\to Y\}}是覆盖族。
- (PT 2)（局部特征）：若{\displaystyle \{X_{\alpha }\to X\}}是覆盖族，且对所有α，{\displaystyle \{X_{\beta \alpha }\to X_{\alpha }\}}是覆盖族，则组合族{\displaystyle \{X_{\beta \alpha }\to X_{\alpha }\to X\}}是覆盖族。
- (PT 3)（同构）：若{\displaystyle f:\ Y\to X}是同构，则{\displaystyle \{f\}}是覆盖族。

对任何前拓扑，所有包含来自前拓扑的覆盖族的筛集总是格罗滕迪克拓扑。
对于有纤维积的范畴，还有个相反的方法。给定箭头集{\displaystyle \{X_{\alpha }\to X\}}，构造筛S使{\displaystyle S(Y)}成为函子通过某箭头{\displaystyle X_{\alpha }\to X}的所有态射之集，这就是{\displaystyle \{X_{\alpha }\to X\}}生成的筛。然后，选择一个拓扑。当且仅当{\displaystyle \{X_{\alpha }\to X\}}生成的筛是给定拓扑的覆盖筛时，{\displaystyle \{X_{\alpha }\to X\}}是覆盖族。很容易证明这定义了一个前拓扑。
(PT 3)有时会被一个较弱的公理取代：
- (PT 3')（单位元）：若{\displaystyle 1_{X}:\ X\to X}是恒等箭头，则{\displaystyle \{1_{X}\}}是覆盖族。

(PT 3)可推出(PT 3')，反之则不行。不过，假设有一个覆盖族集，通过(PT 2)、(PT 3')满足(PT 0)而不满足(PT 3)，则它们会生成一个前拓扑。由原覆盖族集合生成的拓扑与由前拓扑生成的相同，因为由{\displaystyle Y\to X}生成的筛是{\displaystyle {\rm {Hom}}(-,\ X)}。因此，若只关注拓扑，则(PT 3)与(PT 3')是等价的。

## 景与层
记C为范畴，令J为C上的格罗滕迪克拓扑。二元组{\displaystyle (C,\ J)}称作景（site）。
范畴上的预层是C到集合范畴的反变函子。注意，此定义不要求C具有拓扑结构。而景上的层则应允许胶合，就像经典拓扑中的层一样。因此，定义景上的层为预层F，使得对所有对象X与X上的所有覆盖筛S，由S到{\displaystyle {\rm {Hom}}(-,\ X)}的包含导出的自然映射{\displaystyle {\rm {Hom}}({\rm {Hom}}(-,\ X),\ F)\to {\rm {Hom}}(S,\ F)}是双射。介于预层与层之间的是分离预层，其上的自然映射对所有筛S都只能是单射。预层或层的态射是函子的自然变换。C上所有层的范畴是景{\displaystyle (C,\ J)}定义的拓扑斯（或称意象）。
由米田引理可证明，当且仅当范畴{\displaystyle O(X)}上的预层是经典意义上的层，它才是上述定义的拓扑上的层。
前拓扑上的层有个特别简单的描述：对每个覆盖族{\displaystyle \{X_{\alpha }\to X\}}，图
{\displaystyle F(X)\rightarrow \prod _{\alpha \in A}F(X_{\alpha }){{{} \atop \longrightarrow } \atop {\longrightarrow  \atop {}}}\prod _{\alpha ,\beta \in A}F(X_{\alpha }\times _{X}X_{\beta })}
必须是等化子。对分离预层，第一个箭头必须是内射。
相似地，可以定义阿贝尔群、环、模等等。可以要求预层F是到达阿贝尔群（或环、模等等）范畴的反变函子，也可要求F是C到集合范畴的所有反变函子范畴中的阿贝尔群（或环、模等等）对象，这两个定义等价。

## 景的例子

### 可分与不可分拓扑
令C为范畴。为定义可分拓扑，断言所有筛都是覆盖筛。若C具有所有纤维积，这就等同于宣布所有族都是覆盖族。为定义不可分拓扑（或称粗拓扑、混沌拓扑），只声明{\displaystyle {\rm {Hom}}(-,\ X)}形式的筛是覆盖筛。不可分拓扑由只对覆盖族由同构的前拓扑生成。不可分景上的层与预层是一回事。

### 规范拓扑
令C为范畴。米田嵌入对其每个对象X给出函子{\displaystyle {\rm {Hom}}(-,\ X)}。规范拓扑是使每个可表预层（即{\displaystyle {\rm {Hom}}(-,\ X)}形式的与岑）是层的最大（最细）拓扑。称这个景的覆盖筛或覆盖族是严格普遍满态射，因为 其包含余极限锥（colimit cone）（在其构成态射的域上的全图下）的腿，其中余极限沿着C中的态射拉回下是稳定的。比规范拓扑粗的拓扑，即每个覆盖筛都是严格普遍满态射的拓扑，称作次规范（subcanonical）拓扑。次规范景正是{\displaystyle {\rm {Hom}}(-,\ X)}形式预层都是层的景。实践中大多数景都是次规范的。

### 与拓扑空间关联的小景
重复上例。令X为拓扑空间，定义{\displaystyle O(X)}为范畴，其对象是X的开集，其态射是开集的包含。注意，对开集U、其上的筛S与每个开集V，集合{\displaystyle S(V)}不会包含多个元素。{\displaystyle O(X)}中对象U上的覆盖筛是满足下列条件的筛S：
- 若W是所有使{\displaystyle S(V)}非空的集合V之并，则W = U。

这种覆盖概念吻合点集拓扑中的通常概念。
这种拓扑也可自然表为前拓扑。我们说，当且仅当并{\displaystyle \cup V_{\alpha }=U}时，包含族{\displaystyle \{V_{\alpha }\subseteq U\}}是覆盖族。这个景称作与拓扑空间X的小景。

### 与拓扑空间关联的大景
令Spc为拓扑空间范畴。给定任意函数族{\displaystyle \{u_{\alpha }:\ V_{\alpha }\to X\}}，若有{\displaystyle \cup u_{\alpha }(V_{\alpha })=X}，则称其是满射族，或态射{\displaystyle u_{\alpha }}是联合满射（jointly surjective）。将覆盖族视为其所有成员都是开浸入的满射族，定义Spc上的前拓扑。令S为Spc上的筛，则当且仅当满足下列条件，S是这个拓扑的覆盖筛：
- 对所有Y与{\displaystyle S(Y)}中的态射{\displaystyle f:\ Y\to X}，存在V与{\displaystyle g:\ V\to X}使g是{\displaystyle S(V)}中的开浸入，f有通过g的函子。
- {\displaystyle f:\ Y\to X}在{\displaystyle S(Y)}中，若W是所有集合{\displaystyle f(Y)}之并，则W = X。

固定拓扑空间X。考虑具有到X的固定连续映射的拓扑空间的逗号范畴Spc/X。Spc上的拓扑导出了Spc/X上的拓扑。覆盖筛与覆盖族几乎完全相同，唯一的区别是，现在所涉映射都与到X的固定映射交换。这就是与拓扑空间X关联的大景。注意，Spc是与单点空间关联的大景。让·纪劳最先考虑到了大景。

### 流形的大景与小景
令M是流形。M有开集范畴{\displaystyle O(M)}，因为其是拓扑空间，且得到了如上例的拓扑。对M的两开集U、V，纤维积{\displaystyle U\times _{M}V}是开集{\displaystyle U\cap V}，仍在{\displaystyle O(M)}中。这意味着，{\displaystyle O(M)}上的拓扑是由前拓扑定义的，与之前的前拓扑相同。
令Mfd为流形与连续映射（或光滑流形与光滑映射，或实解析流形与解析映射等等）范畴。Mfd是Spc的子范畴，开浸入连续（或光滑、解析等等），于是Mfd继承了Spc的拓扑，这样就可以把M的大景构造为景Mfd/M。也可用上述前拓扑定义这拓扑，但请注意，为满足(PT 0)需要确保所有连续映射{\displaystyle X\to Y}与Y的所有开子集U，纤维积{\displaystyle U\times _{Y}X\in Mfd/M}。这只是说明开集的原像是开集，不过并非所有纤维积都在Mfd中，因为光滑映射在临界值处的原像不一定是流形。

### 概形范畴上的拓扑
概形范畴记作Sch，有大量有用的拓扑。要完全理解某些问题，可能需要用多种拓扑结构研究同一概形。所有这些拓扑都有相关联的小景与大景。大景由整个概形范畴及其态射，连同拓扑指定的覆盖筛组成的；给定概形上的小景则是通过只取给定概形的覆盖中的对象与态射形成。
其中最基本的是扎里斯基拓扑。令X为概形，有底拓扑空间，其确定了格罗滕迪克拓扑。Sch上的扎里斯基拓扑由前拓扑生成，此前拓扑的覆盖族是概形论开浸入的联合满射族。Zar的覆盖筛有以下两个特征：
- 对所有Y与{\displaystyle S(Y)}中的态射{\displaystyle f:\ Y\to X}，存在V与{\displaystyle g:\ V\to X}使得g是{\displaystyle S(V)}中的开浸入，f有通过g的函子。
- 若W是所有集合{\displaystyle f(Y)}之并，其中{\displaystyle f:\ Y\to X}在{\displaystyle S(Y)}中，则W = X。

虽然两者看上去很相似，但Zar上的拓扑并不是Spc上拓扑的限制！这是因为有些概形态射是拓扑开浸入，而不是概形论开浸入。例如，令A为非退化环，令N为其幂零理想。商映射{\displaystyle A\to A/N}导出了映射{\displaystyle {\rm {Spec}}A/N\to {\rm {Spec}}A}，其是底拓扑空间的恒等映射。要成为概形论开浸入，它还要在结构层上诱导一个同构，而此映射没有做到。实际上，这个映射是闭浸入。
平展拓扑比扎里斯基拓扑细，是第一个被仔细研究的格罗滕迪克拓扑。其覆盖族是平展态射的联合满射族，比Nisnevich拓扑细，但和cdh、l′拓扑相比不粗不细。
有两平坦拓扑：fppf拓扑与fpqc拓扑。fppf表示，当中仿射概形的态射若是忠实平坦的，或有限呈现的，或准有限的，就是覆盖态射。fpqc表示，当中仿射概形的态射若是忠实平坦的，就是覆盖态射。两个范畴中，覆盖族的定义都是在扎里斯基开子集上的覆盖族。fpqc拓扑中，任何忠实平坦的准紧态射都是覆盖。这些拓扑与下降的概念密切相关。fpqc拓扑比上述所有拓扑都细，且与规范拓扑很接近。
格罗滕迪克引入了晶体上同调，以研究特征p簇的上同调中的p挠部分。晶体拓扑是这一理论的基础，当中底范畴的对象由无穷小加厚与除幂结构给出。晶体景是没有终对象的景。

## 连续与上连续函子
景之间有两种自然函子，由在一定意义上与拓扑相容的函子给出。

### 连续函子
设{\displaystyle (C,\ J),\ (D,\ K)}是景，{\displaystyle u:\ C\to D}是函子。若对D上关于拓扑K的每个层F而言，关于拓扑J的预层Fu都是层，则称u连续。连续函子将层F发送到Fu，以诱导相应拓扑间的函子，就是前推（pushforwards）。若{\displaystyle {\tilde {C}},\ {\tilde {D}}}分别表示与C、D相关联的拓扑斯，则前推函子是{\displaystyle u_{s}:{\tilde {D}}\to {\tilde {C}}}。
{\displaystyle u_{s}}的左伴随{\displaystyle u^{s}}称作拉回（pullback）。{\displaystyle u_{s}}不需要保极限，甚至不需保留有限极限。
同样，u把C的对象X上的筛发送到D的对象uX上的筛。连续函子将覆盖筛送到覆盖筛。若J是前拓扑定义的拓扑、u与纤维积交换，则当且仅当u将覆盖筛送到覆盖筛/将覆盖族送到覆盖族，u连续。总之，u将覆盖筛送到覆盖筛的条件还不够（见SGA IV 3,  1.9.3）。

### 上连续函子
再设{\displaystyle (C,\ J),\ (D,\ K)}是景，{\displaystyle v:\ C\to D}是函子。若X是C的对象，R是vX上的筛，则R可以如下拉回到筛S：当且仅当{\displaystyle v(f):\ vZ\to vX\in R}，态射{\displaystyle f:\ Z\to X\in S}。这就定义了一个筛。当且仅当对C的每个对象X、vX的每个覆盖筛R，R的拉回S是X上的覆盖筛时，才称v是上连续的。
与v的复合将D上的预层F送到C上的预层Fv，但若v连续，就不必将层送到层。不过，这在预层范畴上的函子通常表示为{\displaystyle {\hat {v}}^{*}}，允许右伴随{\displaystyle {\hat {v}}_{*}}，则当且仅当{\displaystyle {\hat {v}}_{*}}将层送到层/限制为函子{\displaystyle v_{*}:{\tilde {C}}\to {\tilde {D}}}时，v是上连续的。这时，{\displaystyle {\hat {v}}^{*}}与相关联层函子的复合是{\displaystyle v_{*}}的左伴随{\displaystyle v^{*}}。此外，{\displaystyle v^{*}}保有限极限，所以伴随函子{\displaystyle v_{*},\ v^{*}}确定了拓扑斯{\displaystyle {\tilde {C}}\to {\tilde {D}}}的几何态射。

### 景的态射
有连续函子{\displaystyle u:\ C\to D}，若{\displaystyle u^{s}}保有限极限，则是景的态射{\displaystyle D\to C}。这时，{\displaystyle u^{s},\ u_{s}}确定了拓扑斯{\displaystyle {\tilde {C}}\to {\tilde {D}}}的几何态射。之所以说连续函子{\displaystyle C\to D}在反方向上决定了拓扑的态射，是因为这与拓扑空间的直觉一致，拓扑空间连续映射{\displaystyle X\to Y}确定了连续函子{\displaystyle O(Y)\to O(X)}。由于拓扑空间的原映射将X送到Y，所以景的态射也被说成是。
当连续函子允许左伴随时，就会出现这种特殊情况。设{\displaystyle u:\ C\to D,\ v:\ D\to C}都是函子，u右伴随于v，则当且仅当v连续时，u也连续。这时，{\displaystyle u^{s}}自然同构于{\displaystyle v^{*}}，{\displaystyle u_{s}}自然同构与{\displaystyle v_{*}}。特别是，u是景的态射。